# Lass-Sun-Klasse
Die Lass-Sun-Klasse ist eine ehemalige Küstenmotorschiffsklasse der Hamburger Reederei H.H. Wübbe Nachf. Die auf der Roßlauer Schiffswerft gebauten Schiffe sind mittlerweile bei verschiedenen anderen Reedereien in Fahrt.

## Geschichte
Ursprünglich waren zehn Schiffe der Klasse bestellt worden (Baunummern 231 bis 240), von denen aber nur die ersten sechs von 1991 bis 1993 für Einschiffsgesellschaften des Hamburger Unternehmens H.H. Wübbe Nachf. gebaut wurden. Der Bau der Schiffe sowie fünf weiterer Küstenmotorschiffe für die Reederei Bockstiegel in Emden rettete die nach der deutschen Wiedervereinigung in wirtschaftliche Schwierigkeiten geratene Werft. Die Schiffe wurden vom Hamburger Schiffsmaklerunternehmen Walter Lass befrachtet.
Die Lass Sun kenterte am 20. Dezember 1997 infolge einer Kollision mit dem russischen Frachtschiff Valentin Pikul im Skagerrak nordöstlich von Skagen (⊙). Das Schiff befand sich auf einer Reise mit Düngemitteln von Klaipėda in Litauen nach Teesport im Vereinigten Königreich. Bei dem Unglück kam der Kapitän des Schiffes ums Leben, die übrigen fünf Besatzungsmitglieder wurden gerettet. Das Schiff wurde zu einem Totalverlust erklärt. Das Wrack, das schwimmfähig geblieben war, wurde Anfang 1998 verkauft. Im Februar des Jahres wurde es geborgen und nach Grenaa geschleppt. Später wurde es erneut verkauft und von Juni bis Dezember 1998 in Sæby repariert. Das Schiff wurde als Nyholm wieder in Fahrt gebracht.
Die übrigen Schiffe der Baureihe wurden 2007 bzw. 2008 verkauft. Die als Lass Sun und Lass Saturn gebauten Schiffe wurde später umgebaut und mit einem Bagger ausgerüstet, der auf einer einem Lukenwagen ähnlichen Vorrichtung installiert und über die gesamte Länge der Luken verfahrbar ist. Die frühere Lass Sun war zeitweise auch mit einer Fördereinrichtung ausgerüstet, um das Schiff als Versorger für Offshore-Fischfarmen nutzen zu können.

## Beschreibung
Der Antrieb der Schiffe erfolgt durch zwei Schottel-Ruderpropeller, die durch zwei Cummins-Dieselmotoren angetrieben werden (zum Einsatz kamen die Motorenmuster KT 19 bzw. KT 38). Die Motoren waren im Achterschiffsbereich hinter den Einrichtungen für die Schiffsbesatzung untergebracht. Die Leistung der Motoren betrug zunächst je 597 kW. Sie wurden später auf eine Gesamtleistung von 600 kW gedrosselt. Die Motoren wirken über Untersetzungsgetriebe auf die Propeller. Die Geschwindigkeit der Schiffe beträgt rund 10 kn.
Für die Stromerzeugung stehen zwei Generatorsätze sowie ein Not- und Hafengeneratorsatz zur Verfügung. Die Generatorsätze werden jeweils von einem Cummins-Dieselmotor angetrieben (Typ: 6BT5.9 G2 bzw. 4B3.9 G). Die Schiffe sind mit einem elektrisch angetriebenen Bugstrahlruder mit 100 kW Leistung ausgestattet.
Die Decksaufbauten befinden sich im hinteren Bereich der Schiffe. Sie bestehen aus flachen Aufbauten und einer davon abgesetzten Brücke, die hydraulisch höhenverstellbar ist. Zusätzlich können die beiden Schiffsmasten zur Unterquerung von Brücken geklappt werden. Vor den Decksaufbauten befindet sich ein 47,4 Meter langer und 9 Meter breiter Laderaum. Die Höhe des Raums beträgt 6 Meter. Der Raum, dessen Kapazität 2.550 m³ beträgt, wird von hydraulisch betriebenen Lukendeckeln mit sechs Paneelen verschlossen. Die vorderen und hinteren beiden Lukendeckel sind als Faltlukendeckeln ausgelegt, die beiden mittleren als Rolllukendeckel. Die Rolllukendeckel können von den Faltlukendeckeln mitgezogen werden und liegen dann bei geöffneten Luken jeweils vor den Faltlukendeckeln. Alternativ können sie abgekoppelt werden und auf dem Lukensüll liegenbleiben.
Die Schiffe sind mit zwei Schotten ausgerüstet, die an sieben Positionen errichtet werden können.

## Schiffe
| Lass-Sun-Klasse | Lass-Sun-Klasse | Lass-Sun-Klasse | Lass-Sun-Klasse                                | Lass-Sun-Klasse                                                                               |
| Bauname         | Baunummer       | IMO-Nummer      | Kiellegung Stapellauf Ablieferung              | Umbenennungen und Verbleib                                                                    |
| --------------- | --------------- | --------------- | ---------------------------------------------- | --------------------------------------------------------------------------------------------- |
| Sun             | 231             | 9030462         | 28. Juni 1991 7. September 1991 April 1992     | 1991: Lass Sun, 1998: Nyholm, 2000: Arkturus, 2018: Ronja, 2020: Baltic Sprinter, 2022: Bozat |
| Lass Moon       | 232             | 9030474         | 13. August 1991 7. November 1991 Mai 1992      | 2007: Islay Trader, 2017: Neptune, 2024: CM Neptune                                           |
| Lass Mars       | 233             | 9030486         | 1. Oktober 1991 23. Dezember 1991 Juni 1992    | 2007: Shetland Trader                                                                         |
| Lass Uranus     | 234             | 9030498         | 13. November 1991 12. März 1992 September 1992 | 2008: Victress, 2017: Redon, 2018: Victress                                                   |
| Lass Neptun     | 235             | 9030503         | 22. Januar 1992 14. Mai 1992 September 1993    | 1993: Wolgast, 1995: Lass Neptun, 2008: Valiant, 2020: Venture                                |
| Lass Saturn     | 236             | 9030515         | 16. März 1992 Juli 1992 30. September 1993     | 1993: Greifswald, 1994: Lass Saturn, 2008: Viscount, 2011: Artic Ocean, 2015: Pirholm         |

Die ursprünglich nach Himmelskörpern benannten Schiffe kamen unter deutscher Flagge mit Heimathafen Rostock in Fahrt.